# 汪英紫
汪英紫氏（おうえいじし、? - 1402年）は、古琉球の南山王国（山南王国）の第2代国王（在位：1398年 - 1402年）。汪英紫でなく汪英紫氏の四字形式で出現する。

## 概要
大里王統・南山王承察度の叔父であったと伝わるが、承察度が2・3代襲名した名前であった場合、父も兄も承察度であったことになる。島尻大里城主。
もとは八重瀬城主だったと伝わるが、その後島添大里城を滅ぼし、大城城主の大城按司真武も滅ぼし、南山王の承察度をも凌ぐ力を手に入れた。
その後、承察度は王位にあるも汪英紫が実権を握り、やがて汪英紫の世子の汪応祖に王位を簒奪されたとも、汪英紫・汪応祖に排斥され、朝鮮に亡命したとの説もある。
近年、漢文学者いしゐのぞむは、福建漢字音で汪英紫氏が「おんあんじすい」(大按司添)、汪応祖が「おんあんず」(大按司)、英祖が「あんず」(按司)であるとして、古琉球の諸王について新解釈を試みている。

## 系譜
- 父：不詳
- 母：不詳
  - 長兄：承察度の父（大里按司）
  - 弟：函寧寿

- 妃：不詳
  - 長男：達勃期
  - 次男：汪応祖
  - 三男：屋富祖